# Lista över Ungerns monarker

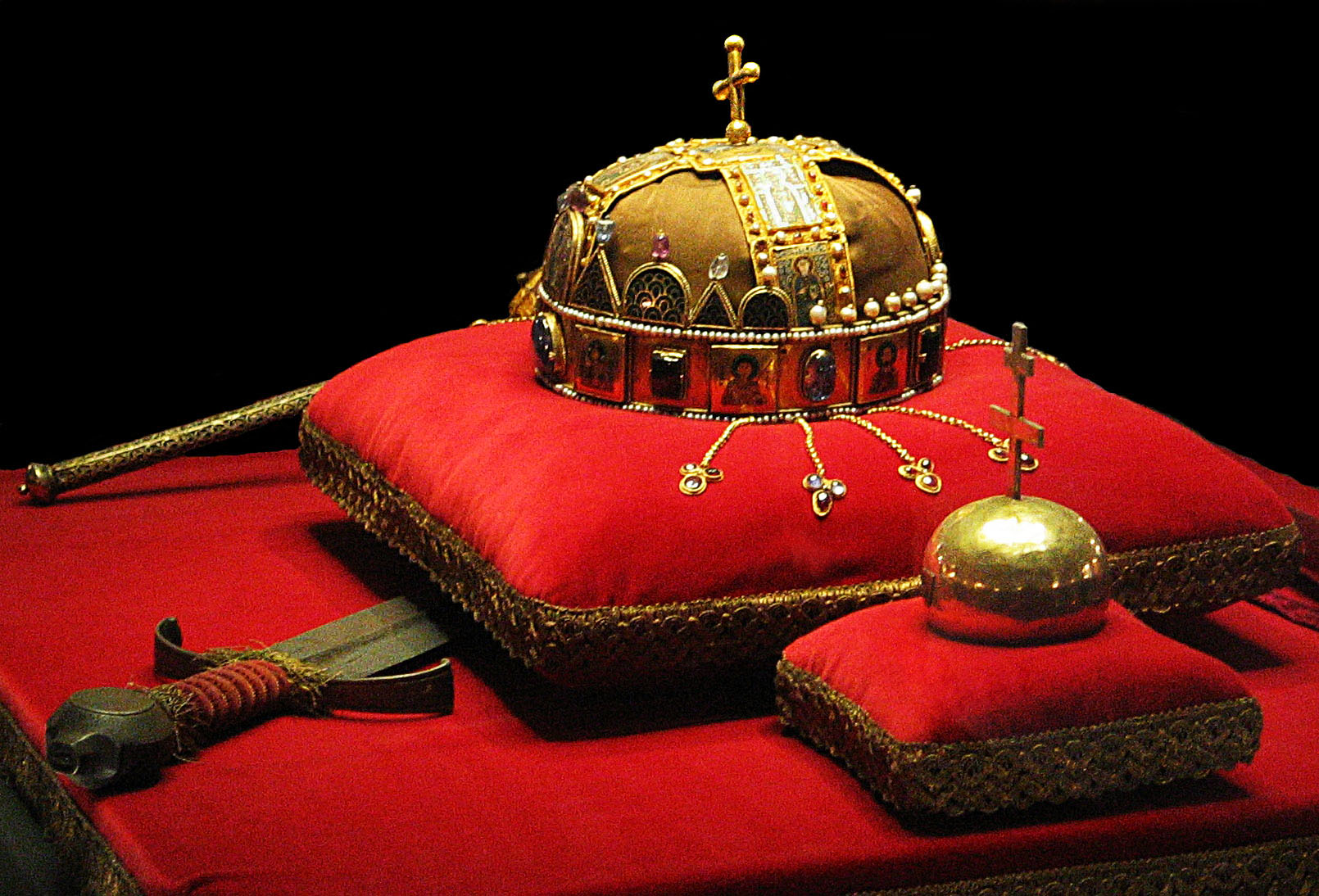
Ungerns krona, spira, riksäpple och svärd utställda i Ungerns parlamentsbyggnad.

Nedan följer en lista över Ungerns monarker från då historieskrivningen börjar kring 900-talet börjar och fram till första världskrigets slut.

## Ungerns furstar
- ?       -895 Álmos
- cirka 895-907 Árpád
- 907-947 ??
- cirka 947-950 Falicsi
- cirka 955-972 Taksony
- cirka 972-997 Géza
- 997-1000 Vajk (senare kung som Stefan I)

## Ungerns kungar och regerande drottningar
I Kungariket Ungern från 1001 till 1918:

### Huset Árpád
- 1000 -1038 Stefan I av Ungern

Ungerns flagga under Árpád-dynstins kungar.

- 1038-1041 Peter I av Ungern (första gången)
- 1041-1044 Samuel Aba av Ungern
- 1044-1046 Peter I av Ungern (andra gången)
- 1046-1060 Andreas I av Ungern
- 1060-1063 Bela I av Ungern
- 1063-1074 Salomon I av Ungern
- 1074-1077 Géza I av Ungern
- 1077-1095 Ladislaus I av Ungern
- 1095-1116 Koloman av Ungern
- 1116-1131 Stefan II av Ungern
- 1131-1141 Bela II av Ungern
- 1141-1162 Géza II av Ungern
- 1162-1163 Ladislaus II av Ungern
- 1163-1173 Stefan III av Ungern
- 1170-1196 Bela III av Ungern
- 1196-1204 Emmerich I av Ungern
- 1204-1205 Ladislaus III av Ungern
- 1205-1235 Andreas II av Ungern
- 1235-1270 Bela IV av Ungern
- 1270-1272 Stefan V av Ungern
- 1272-1290 Ladislaus IV av Ungern
- 1290-1301 Andreas III av Ungern

### Under interregnum
Interregnum rådde 1301-07 i Ungern, dock fanns det kungar men utan makt. Sådana var:
- 1301-1305 Vencel I (Ladislaus) av Ungern från det tjeckiska huset Přemysl (eller Přemysliden).
- 1305-1307 Otto av Ungern från huset Wittelsbach

### Huset Anjou
- 1308-1342 Karl I Robert av Ungern

Ungerns flagga under Anjou-dynastins kungar.

- 1342-1382 Ludvig I av Ungern, Ludvig den store
- 1382-1395 Maria av Ungern
- 1385-1386 Karl II av Ungern, Karl den lille

### Kungar av olika hus
- 1387-1437 Sigismund av Ungern (Huset Luxemburg)
- 1337-1339 Albert av Ungern (Huset Habsburg)
- 1440-1444 Vladislav I av Ungern (Huset Jagello)
- 1447-1457 Ladislaus V av Ungern
- 1458-1490 Mattias I Corvinus
- 1490-1516 Vladislav II av Böhmen och Ungern (Huset Jagello)
- 1516-1526 Ludvig II av Ungern (Huset Jagello)
- 1526-1540 Johan I av Ungern (Huset Szápolya)

### Huset Habsburg&Habsburg-Lothringen
Dessa monarker var också (och i första hand) Tysk-romerska rikets kejsare till 1806 och därefter Österrikes kejsare. Ett samlingsbegrepp för dynastin och deras omfattande innehav av olika territorier var också Habsburgska monarkin.

Dubbelmonarkins flagga 1869-1918, en eftergift till följd av Österrikisk-ungerska kompromissen 1867

| Nr | Porträtt | Namn          | Regeringstid | Regeringstid | Gemål | Anmärkning                        | Not   |
| Nr | Porträtt | Namn          | Från         | Till         | Gemål | Anmärkning                        | Not   |
| -- | -------- | ------------- | ------------ | ------------ | ----- | --------------------------------- | ----- |
| 38 |          | Ferdinand I   | 1526         | 1564         |       |                                   |       |
| 40 |          | Maximilian I  | 1564         | 1576         |       |                                   |       |
| 41 |          | Rudolf        | 1576         | 1608         |       |                                   |       |
| 42 |          | Matthias II   | 1608         | 1619         |       |                                   |       |
| 43 |          | Ferdinand II  | 1619         | 1637         |       |                                   |       |
| 44 |          | Ferdinand III | 1637         | 1657         |       |                                   |       |
| 45 |          | Ferdinand IV  | 1647         | 1654         |       | krönt som juniorkung till sin far |       |
| 46 |          | Leopold I     | 1657         | 1705         |       |                                   |       |
| 47 |          | Josef I       | 1705         | 1711         |       |                                   |       |
| 48 |          | Karl III      | 1711         | 1740         |       |                                   |       |
| 49 |          | Maria Teresia | 1740         | 1780         |       |                                   | [ 1 ] |
| 50 |          | Josef II      | 1780         | 1790         |       |                                   |       |
| 51 |          | Leopold II    | 1790         | 1792         |       |                                   |       |
| 52 |          | Frans I       | 1792         | 1835         |       |                                   |       |
| 53 |          | Ferdinand V   | 1835         | 1848         |       |                                   |       |
| 54 |          | Frans Josef I | 1848         | 1916         |       |                                   |       |
| 55 |          | Karl IV       | 1916         | 1918         |       |                                   |       |

## Från 1918 till idag
Efter 1918 och Österrike-Ungerns nederlag och uppdelning (Trianonfördraget) vid första världskrigets slut var Ungern under en kort period republik och därefter en monarki, men utan en monark. Från 1946 är Ungern formellt en republik.
Se Ungerns presidenter för riksföreståndare och presidenter.